# Brug bij Tessenderlo
De brug bij Tessenderlo is een liggerbrug over het Albertkanaal in de Belgische gemeente Tessenderlo. De brug maakt deel uit van de gewestweg N73. In 2018 werd de Brug bij Oostham alsnog in gebruik genomen en werd de N73 verplaatst naar deze brug. De oude liggerbrug werd daarom afgebroken en een nieuwe boogbrug werd geplaatst. Deze boogbrug is enkel toegankelijk voor voetgangers en fietsers en heeft een doorvaarthoogte van 9.10 meter. De doorvaartbreedte werd ook verbreed naar 86 meter.